# 야히아 자메
야히아 압둘아지즈 제무스 중쿵 자메(영어: Yahya Abdul-Aziz Jemus Junkung Jammeh, 1965년 5월 25일~)는 감비아의 정치인으로, 1996년부터 2017년까지 제2대 감비아의 대통령을 역임했다.
1994년 7월 22일 감비아군 중위의 신분으로 일으킨 무혈 군사 쿠데타로 당시 대통령이던 다우다 자와라를 축출하고 실권을 장악했으며, 통치평의회의 의장으로서 감비아를 통치하였다. 이후 1996년 대통령 선거로 대통령에 당선되었고, 애국 재건 동맹(APRC)을 설립해 2001년과 2006년의 대통령 선거에서 재선되었다. 2016년 감비아 대선에 야당 후보인 아다마 배로에게 패배하며 21년의 집권 끝에 독재정권이 막을 내렸다. 그러나 야히아 자메는 대선 결과에 불복하다가 군사 개입과 헌법 분쟁을 이기지 못해 결국 2017년 1월 21일 기니로 망명해 공식적으로 퇴임하였다.

## 역대 선거 결과
| 선거명      | 직책명          | 대수 | 정당         | 득표율 | 득표수    | 결과 | 당락 |
| ----------- | --------------- | ---- | ------------ | ------ | --------- | ---- | ---- |
| 1996년 선거 | 감비아의 대통령 | 2대  | 애국재건동맹 | 55.77% | 220,011표 | 1위  |      |
| 2001년 선거 | 감비아의 대통령 | 2대  | 애국재건동맹 | 52.84% | 242,302표 | 1위  |      |
| 2006년 선거 | 감비아의 대통령 | 2대  | 애국재건동맹 | 67.33% | 264,404표 | 1위  |      |
| 2011년 선거 | 감비아의 대통령 | 2대  | 애국재건동맹 | 71.54% | 470,550표 | 1위  |      |
| 2016년 선거 | 감비아의 대통령 | 3대  | 애국재건동맹 | 39.64% | 208,487표 | 2위  | 낙선 |